# Sakhalineuma curvatum
Sakhalineuma curvatum är en mångfotingart som först beskrevs av Mikhaljova 1995.  Sakhalineuma curvatum ingår i släktet Sakhalineuma och familjen Diplomaragnidae. Inga underarter finns listade i Catalogue of Life.